# I. Gottfried namuri gróf
I. Gottfried namuri gróf (1068 körül – 1139. augusztus 19.) középkori frank nemesúr, a Német-római Birodalomhoz tartozó Lotaringiai Hercegség területén fekvő Namuri Grófság hűbérura volt.

## Élete
Szülei III. Albert namuri gróf és Szász Ida (Ida von Sachsen) voltak. A "Chronicon Huberti" nevezi meg, mint "Godefrido filio Alberti comitis Namucensis". A "Chronicle of Alberic de Trois-Fontaines" felsorolja testvéreivel ("Godefridum comitem de Namuco et comitem Albertum de Rupe et sorores eorum"), mint apja gyermekeit. 1097-től első házassága révén Château-Porcien grófja, majd 1102-ben apja halálát követően örökölte a Namur grófja címet. 1121-ben megalapította Floreffe apátságát.

## Családja és leszármazottai
Első felesége Sibylle de Porcien, Roger Château-Porcien grófjának és Ermengardénak a lánya. 1087-ben házasodtak össze és 1104-ben váltak el. A "Chronicon Huberti" jegyzi fel "filiam suo [=Rogerus Porcensium comes] Sibillam" mint Gottfried feleségét. Sibyllét elcsábította Enguerrand de Boves, Coucy ura, akivel elszökött és törvénytelen gyermeket szült neki.
Második felesége 1109-től Luxemburgi Ermesinde (? – 1141. június 26., II. Albert dagsburgi gróf özvegye, I. Konrád luxemburgi gróf és Ermensende de Longwy lánya. A "Chronicle of Alberic de Trois-Fontaines" nevezi meg Ermesindét, Vilmos luxemburgi gróf nővérét ("Ermensendem sororem comitis Guilelmi de Luscelenburg"), mint Gottfried második feleségét. 1124-ben megerősítette az előző férje, Albert által a Verdun Sainte-Vanne templomnak tett adományt, amelyet férje és fia is aláírt ("domni mei Godefridi comitis et filii mei Henrici comitis, Hugonis filii Folmari comitis, Everardi filii Aiulfi comitis"). Ermesinde 1136-ban örökölte a Luxemburg grófnője címet. A Verdun Sainte-Vanne templom feljegyzései örökítették meg halálát 1141. június 26-án ("VIII Kal Jun" "Ermensendis comitissa Namucensis qui cum viro suo…comite Alberto cellam Montis Sancti Martini…confirmavit").
Gottfried Sibylle de Porciennel kötött első házasságából két gyermek született:
- Elizabeth de Namur Nevét a "Chronicle of Alberic de Trois-Fontaines" rögzítette, amely szerint "Elizabeth filiam comitis Godefridi Namucensis" volt a felesége "frater…Balduini de Burgo Gervasius"-nak. A krónika azt is megadja, hogy anyja "Sibilla filia comitis Rogeri Porcensis" volt, vagyis Gottfried első házasságából származott, valamint második házasságát "Clarembaldus de Roseto"-val, és az abból származó gyerekeket.[6] Első férje Gervais, Rethel grófja (? – 1124), Hugues de Rethel és felesége, Mélisende de Montlhéry fia. Második férje Clarembaud de Rosoy (? – 1158) volt, a "Chronicon Hanoniense" szerint a házasságból négy gyermek született ("Raynaldum…Rogerum…episcopus Laudunensis…et sorores eius…Aeliz de Cimeco, altera Alfelisia que ex nobili viro Philippo de Altaripa genuit Mathildem quam habuit Windus Doiscenus [Doische, Namur, Philippeville?] et de Erpens [Erpent, Namur?]").[7]
- Flandrine de Namur Gottfried második gyermeke az első házasságából,[8] férje Hugo d'Epinoy d'Antoing.[9]

Gottfried és Luxemburgi Ermesinde házasságából további öt gyermek született:
- Albert de Namur (1109/10 – 1125. január 7. után) A "Chronicon Hanoniense" közli Gottfried második házasságából származó két fiának nevét, és azt is hozzáteszi, hogy Albert fiatalon meghalt.[10] Gottfried és felesége, Ermesinde birtokokat adományozott a floreffe-i apátságnak egy 1125. január 7-ére datált oklevél szerint és a szöveg megjegyzi, hogy mindezt fiaik "filiis suis Alberto et Heinrico…" hozzájárulásával tették. A szöveg alapján Albert volt az idősebb fiú, aki nem sokkal ezután meghalt.[11]
- Henrik de Namur (1111 – 1196. augusztus 14.) A "Chronicon Hanoniense" közli nevét. 1131-ben apjával együtt ("Godefridus comes Namucensis eiusque filius Henricus") tanúként írtak alá egy birtokadományozási dokumentumot, amelyben V. Gottfried alsó-lotaringiai herceg és leuveni gróf volt az adományozó.[12] A felsorolásból arra lehet következtetni, hogy Albert ekkor már nem élt. 1136-ban első unokaöccse utódaként megkapta a Luxemburg grófja címet, 1139-ben apja halála után pedig I. Henrik néven örökölte a Namur, Laroche és Durbuy grófja címeket. 1141-ben megtámadta Adalberon trieri érseket, amiért kiközösítették és elvesztette luxemburgi területeit, amikor az érsek ellentámadásba ment át. Csak 1146-ban kötöttek békét Speyerben.[13] A területi veszteség ellenére később összetűzésbe került a liègi püspökkel is, amikor ostrom alá vette Bouillon kastélyát, amelyet a püspökök Bar grófjaitól örököltek meg. Henrik 1151-ben az Ardennekben vereséget szenvedett II. Henrik liègi püspök (1145–1164) seregeitől.[14]
- Alix de Namur (kb. 1112/14 – 1169. július) A "Chronicle of Alberic de Trois-Fontaines" felsorolja Gottfried mindhárom lányát: "ducissa Cyringie..Beatrix..Alidis..", bár Alix volt a legidősebb.[15] A Chronicon Hanoniense alapján Alix Gottfried és Ermesinde lánya, Balduin hainaut-i gróf felesége lett ("Alidem…Godefridi comitis Namurcensis et Ermesendis comitisse filiam" férje "Balduinus comes Hanoniensis, Balduini comitis et Yolendis comitisse filiuis").[16] Férje IV. Balduin hainaut-i gróf (1110–1171. november 6. vagy 8.), akit bátyja általános örökösének nevezett meg, bár csak Alix fia, a későbbi V. Balduin foglalhatta el a namuri trónt apja 1171-es halála után.
- Clemence de Namur (1114/15 – 1158. december 28.) A "Chronicle of Alberic de Trois-Fontaines" felsorolja Gottfried mindhárom lányát: "ducissa Cyringie..Beatrix..Alidis..".[17] A "Genealogia Zaringorum" Konrád zähringeni herceg feleségeként jegyzi ("Clementia de nobilissuma progenie Francorum de castro…Nammecensi").[18] A "Chronicon Hanoniense" szintén felsorolja Gottfried három lányát, első helyen Clemence-t: "ducissam…Ciringiorum et comitissam de Retest et..Alidem comitissam Hanoniensem". Mindhárom forrás azt sugallja, hogy Clemence volt a három nővér közül az idősebbik, de tény, hogy Henrik bátyjuk Alix férjét jelölte meg örököseként, vagyis ő lehetett a legidősebb. Mindenesetre semmilyen utalás nem maradt fenn arra nézve, hogy Zähringen hercegei bármikor is maguknak követelték volna a namuri grófságot. Ebből feltehetően az következik, hogy a források azért írták első helyen Clemence nevét, mert férje hercegi rangot viselt. A schwarzwaldi Szt. Péter templom feljegyzései örökítették meg halálát.[19]
- Beatrix de Namur (1115/16 – 1160) Nevét a "Chronicle of Alberic de Trois-Fontaines" említi, amikor megadja Gottfried három lányának nevét: "ducissa Cyringie…Beatrix…Alidis…" és megemlíti férjét is ("unam filiarum supradicti comitis Namurensis [=comitis Godefridi] Beatricem" "castellanum Guitherum…Vitriaci").[20] Férje Ithier de Rethel, Rethel és Vitry grófja.